# Pink Subaru
Pink Subaru è un film del 2009 (ma uscito nelle sale solo nel 2011) diretto da Kazuya Ogawa. La produzione internazionale del film ha coinvolto quattro paesi: Giappone, Israele, Palestina e Italia. Nel film si alternano dialoghi in arabo, ebraico e giapponese. Il film non è stato doppiato ma semplicemente sottotitolato.

## Trama
Vista la difficoltà oggettiva di procurarsi un'automobile in Cisgiordania, il mercato di auto rubate in Israele e poi portate oltre confine è estremamente fruttuoso. Elzober lavora come cuoco a Tel Aviv. Cittadino arabo-israeliano, risiede nella città di Tayibe. Con i risparmi accumulati in vent'anni di lavoro riesce finalmente ad acquistare una Subaru Legacy nuova, direttamente dal concessionario. Dopo una notte di festa per celebrare l'evento scopre che il sogno della sua vita è stato rubato. Inizia così una rocambolesca e surreale avventura per recuperarla.